# Вальдерсхоф
Вальдерсхоф (нем. Waldershof) — город и городская община в Германии, в земле Бавария. 
Подчинён административному округу Верхний Пфальц. Входит в состав района Тиршенройт.  Население составляет 4415 человек (на 31 декабря 2010 года). Занимает площадь 60,40 км². Официальный код  —  09 3 77 157.
Город подразделяется на 26 городских районов.

## Население
По оценке на 31 декабря 2015 года население общины Вальдерсхоф составляет 4284 чел. 

| Дата      | 1840 | 1871 | 1900 | 1925 | 1939 | 1950 | 1961 | 1970 | 1987 | 2011 |
| --------- | ---- | ---- | ---- | ---- | ---- | ---- | ---- | ---- | ---- | ---- |
| Население | 2895 | 2744 | 2771 | 3400 | 3422 | 4386 | 4591 | 4852 | 4300 | 4405 |

| Год       | 1960 | 1970 | 1980 | 1990 | 2000 | 2009 | 2010 | 2011 | 2012 | 2013 | 2014 | 2015 |
| --------- | ---- | ---- | ---- | ---- | ---- | ---- | ---- | ---- | ---- | ---- | ---- | ---- |
| Население | 4590 | 4860 | 4410 | 4310 | 4649 | 4440 | 4415 | 4348 | 4321 | 4331 | 4298 | 4284 |